# Глауком
Глауком или зелена мрена, настаје када има превише течности у оку обично зато што су одводни канали запушени. Пошто се течност која не може да истекне из ока и даље ствара, она се нагомилава у оку и тако настаје повишен очни притисак.
Повишен очни притисак гура видни живац према позади и изазива његово оштећење. Ако очни притисак дуго остане повишен, он разара део по део видног живца. Разарање видног живца се испољава постепеним променама у виду. 
У почетку су промене у виду мале и не захватају централни вид (средишњи део који видимо када гледамо право испред себе или читамо). Промене у виду се у почетку дешавају изнад, испод и са стране централног вида тако да оболели од глаукома не примећује пад вида. Тек у завршној фази глаукомне болести долази до пропадања централних делова и потпуног губитка вида.

## Епидемиологија
Широм света, процењује се да око 60 милиона људи има оптичку неуропатију због глаукома. Глауком је други водећи узрок трајног слепила у Сједињеним Američkim Државама и најчешће се јавља код старијих одраслих особа.
Афричка популација има највећу преваленцију типа отвореног угла. Вероватноћа слепила од глаукома отвореног угла је до 15 пута већа код оних са афричким пристојним у поређењу са другим групама становништва.  
Највећа преваленција за затварање угла је у Инуитској популацији и такође се показало да утиче на вишу стопу код жена него мушкараца, и код оних азијског порекла, при чему ове групе генерално имају плићу предњу комору.
Тип глаукома нормалне напетости је најраширенији у јапанској популацији. У свим типовима, старост је главни фактор ризика у сталном губитку ганглијских ћелија ретине. 
Други фактори ризика за развој глаукома укључују оне са породичном историјом глаукома код примарног рођака (мајка, отац, брат, сестра или деца), медицинска стања као што су дијабетес, висок крвни притисак, срчана обољења, трауме ока, анатомске разлике као што су као што су тање рожњаче, историја одвајања мрежњаче, тумори или упала ока и употреба кортикостероида током дужег временског периода.

## Клиничка слика
Код најчешћег типа глаукома (глаукома отвореног угла) пораст очног притиска је постепен тако да особа нема болове нити друге тегобе
Повећаном ризику обољевања од глаукома су изложене следеће категорије:
- особе преко 60 година
- рођаци оболелих од глаукома
- кратковиде особе
- оболели од шећерне болести

Када је потребан детаљни преглед на глауком?
- између 35 и 40 година: први преглед
- после 40 година: на 2-4 године
- после 55 година: на 1-2 године

## Типови глаукома
- Глауком отвореног угла (симплекс глауком) је много чешћи. Он напредује веома споро пошто се одводни канали постепено затварају,[8]
- Глауком затвореног угла (ангуларни глауком и акутни глауком) је ређи. Код њега очни притисак расте нагло зато што се одводни канали блокирају. Код овог типа глаукома угао између дужице и рожњаче је узан и акутни глауком наступа када се зеница прошири неким лековима или при дужем боравку у замраченој соби или биоскопу. Симптоми акутног глаукома су. главобоља, бол у оку, мука, дугине боје око сијалице, замагљење вида. Акутни глауком захтева хитан преглед очног лекара зато што нагло повишење притиска може изазвати озбиљно оштећење вида.[9]
- Секундарни глауком настаје као последица повреде, запаљења, тумора или пак код узнапредовале катаракте или шећерне болести-
- Глауком без притиска је релативно редак тип глаукома код кога видни живац страда иако очни притисак није повишен.

## Дијагноза
Код постављања дијагнозе најважнија је провера 4 фактора:
очни притисак, видни живац, видно поље и угао ока.
- Очни притисак се нормално креће између 10 и 22 mmHg или, изражено у другим мерама, између 1,3 и 2,9 kPa.
- Видни живац се прегледа тако што се осветљава унутрашњост ока и лекар кроз зеницу посматра облик и боју видног живца.
- Видно поље се прегледа да би се поставила дијагноза, а затим једном или два пута годишње да би се утврдило да ли у пољу вида има погоршања. Малом броју људи је преглед пријатан јер он захтева стрпљење и концентрацију.
- Угао ока се прегледа постављањем стакла на око које је претходно анестезирано.

## Диференцијална дијагноза
У постављању дијагнозе примарног глаукома отвореног угла морају се искључити други процеси болести који могу изазвати оптичку неуропатију. Друге могуће дијагнозе које треба имати на уму су:
- претходна исхемијска оптичка неуропатија,

- оптичка атрофија,

- компресивна неглаукоматозна оптичка неуропатија

- „псеудо-куппинг“ оптичког нерва (у неким случајевима).

У случају да се примети повишен ИОП или карактеристичне глаукоматозне промене оптичког нерва, важно је проценити гониоскопом да би се утврдило да ли је предња комора отворена, уска или затворена. Поред тога, важно је проценити суптилне знакове многих типова секундарног глаукома, прегледати листу лекова за могуће идиосинкратичне реакције на лекове или одговор на стероиде и узети детаљну историју претходних траума ока и операција.
Са акутном презентацијом попут акутног затварања угла, друге могуће дијагнозе које треба имати на уму су:
- иритис,
- трауматска хипема,
- конјуктивитис,
- еписклеритис,
- мигрена,
- кластер главобоља,
- субконјунктивално крварење,
- абразија рожњаче,
- ендофталмитис,
- синдробитални корнелитис,
- периорбиталне инфекције.
- инфективни кератитис.

Уз пажљиву анамнезу и преглед помоћу прорезане лампе, клиничар може сузити разлику и организовати одговарајући преглед и упућивање

## Терапија
Лекови за глауком се дају у различитим комбинацијама и јачинама. Доктор се труди да употреби најмању количину лекова који дају најбољи резултат са најмање споредних (нежељених) ефеката. 
Лекове треба узимати редовно од једном до четири пута дневно. Постоје разне врсте лекова и нормално је да се врста и дозирање лекова током праћења болести мења.
Лечење глаукома је прилагођено специфичном типу и тежини. Међутим, у овом тренутку не постоји третман који може да преокрене било који губитак вида који се догодио, он само може помоћи у спречавању даљег оштећења и губитка вида. Тестирање видног поља и мапирање губитка вида помажу у праћењу прогресије болести.
Глауком отвореног угла се углавном у почетку лечи лековима за снижавање очног притиска. Класе лекова укључују аналоге простагландина, бета-блокаторе, инхибиторе карбоанхидразе, алфа-2 агонисте, миотичке агенсе, а однедавно инхибиторе рхо-киназе и лекове за донирање азот-оксида. Ласерска трабекулопластика се такође користи као примарни третман у неким случајевима. Ако се медицински третман не може успешно постићи, процедуре као што су ласерска трабекулопластика, трабекулектомија, уметање дренажног вентила/цевног шанта или ласерски третман на цилијарно тело како би се смањила продукција водене воде могу се користити за успостављање боље контроле ИОП. Минимално инвазивна хирургија глаукома (МИГС) је још једна опција која се развија за оне који имају благи до умерени глауком. МИГС има повољнији укупни безбедносни профил у поређењу са конвенционалном трабекулектомијом и цевним шантовима, брже време опоравка и показао се ефикасним за смањење ИОП до средњег и високог тинејџерског нивоа. Студије такође подржавају да постављање МИГС-а може смањити број лекова за снижавање притиска потребних за одржавање циљних нивоа ИОП-а.
Глауком нормалне напетости може се лечити лековима за снижавање интраокуларног притиска, а требало би да се лече и било која друга могућа медицинска стања. Лекови укључују аналоге простагландина, алфа-2 агонисте, инхибиторе карбоанхидразе и миотике. Бета-блокатори су контроверзни због питања смањене перфузије главе оптичког нерва, посебно са потенцијалном егзацербацијом уоченог раног АМ најнижег крвног притиска. Ако медицински третман не успије, ласерска трабекулопластика или операција филтрације могу се користити ако постоји континуирано напредовање губитка вида. У колаборативној студији о глаукому нормалне тензије, показало се да пацијенти са глаукомом нормалне тензије успоравају или стабилизују губитак поља након 30% смањења ИОП-а.
Затварање угла је хитан случај и мора се третирати као такво. То је зато што притисци могу бити довољно високи да изазову глаукоматозно оштећење оптичког нерва, исхемијско оштећење нерва или васкуларну оклузију мрежњаче. Пацијенти могу да узимају лекове за смањење очног притиска што је брже могуће, али обично им је потребна ласерска процедура која се зове ласерска периферна иридотомија. Овај ласер ствара малу рупу у ирису како би се ослободио блок зенице, узрокујући да се градијент притиска између задње и предње коморе изједначи, решавајући ирис бомбу и отварајући угао дренаже предње коморе. Периферна шареница се може изравнати ласерском иридопластиком и, ређе, ласерском пупилопластиком. Смањење интраокуларног притиска није нужно потврда да се угао поново отворио јер цилијарно тело може бити подвргнуто исхемијском оштећењу током напада и да је смањена производња неколико недеља, тако да је важно имати накнадну гониоскопију како би се угао поново отворио. и да коментарише проценат угла са периферном предњом синехијом од акутних или претходних субакутних напада.  Када се акутна криза реши, пацијенти су у великом ризику од напада у контралатералном оку и стога би требало размотрити гониоскопију и, ако је уска, профилактичку иридотомију на другом оку.
Секундарни глауком треба лечити за основни узрок глаукома уз могуће додавање лекова за снижавање интраокуларног притиска у зависности од основног узрока.

## Прогноза
Глауком није бенигни поремећај и ако се не лечи може довести до трајног губитка вида. Што је притисак већи, то је већи ризик од оштећења оптичког нерва. Међутим, уз лечење, прогноза је добра за већину пацијената. Низак интраокуларни притисак може спречити даљи губитак видног поља, заустављајући напредовање ове болести.

## Компликације
Компликације глаукома укључују губитак видног поља и могу довести до коначног потпуног слепила, са прогресијом до вида без перцепције светлости у захваћеном оку.